# 포항여자전자고등학교
포항여자전자고등학교(浦項女子電子高等學校)는 대한민국 경상북도 포항시 북구 용흥동에 위치한 공립 고등학교이다.

## 학교 연혁
- 1993년 5월 25일 : 포항여자실업고등학교 설립인가
- 1993년 11월 10일 : 포항여자실업고등학교 학칙인가 전자기계과(6), 전자통신과(9), 산업디자인과(9), 사진인쇄과(6) 30학급 인가
- 1995년 3월 1일 : 포항여자실업고등학교 개교(초대 김일곤 교장 취임)
- 1995년 3월 3일 : 제1회 입학식(550명), 포항상대초등학교 임시 교사 개교
- 1996년 3월 1일 : 신축교사 이전, 포항여자전자고등학교(교명변경)
- 2008년 11월 10일 : 전문계 특성화고등학교 지정(전자기계과->메카트로닉스과, 사진인쇄과->영상그래픽과)
- 2010년 3월 1일 : 경상북도 교육청 지정 연구학교 지정(체육교육 2년)
- 2012년 3월 1일 : 도지정 연구학교 운영 지정 1년차(특성화고교에 활용 성취평가제 모델 개발 및 적용)
- 2013년 5월 31일 : 경상북도교육청 인성교육 "명품칭찬인증학교" 선정
- 2014년 3월 1일 : POSCO 지원 QSS 혁신학교 운영
- 2014년 8월 18일 : 자율학교 연장 지정(2015.03.01~2018.02.28)
- 2015년 3월 1일 : 안전교육 연구시범학교 지정
- 2023년 3월 2일 : 제29회 신입생 입학(140명)
- 2025년 1월 8일 : 제28회 졸업식(100명) 누계 8,375명
- 2025년 3월 1일 : 입학식(134명)

## 설치 학과
- 3D모델링과 https://www.instagram.com/pgeh_3dmodelling/
- 스마트전자과  https://www.instagram.com/pgeh_electronic/
- 산업디자인과  https://www.instagram.com/pgehdesign/
- 영상그래픽과  https://www.instagram.com/pgeh_media/
- 조리과 https://www.instagram.com/pgeh_cooking/

## 참고 자료
- 포항여자전자고등학교 - 한국교육학술정보원 학교알리미
- 인스타그램 : https://www.instagram.com/pgeh_official/?hl=ko